# Museo etnografico della Gambarina
Il Museo Etnografico della Gambarina "C'era una volta" , situato ad Alessandria, è uno dei più importanti musei della provincia di Alessandria.

## Storia
Il museo etnografico "C'era una Volta" di Alessandria è collocato all'interno di una caserma risalente al 1700 detta "Gambarina Vecchia", di proprietà del Comune. L'area espositiva si articola su due piani e misura circa 1600 metri quadrati.
Al piano terra, sfruttando l'architettura a campate delle ex scuderie, è stato ricavato un suggestivo percorso composto da ambientazioni che riproducono i principali momenti della vita pubblica e privata nella società contadina a cavallo fra Ottocento e Novecento.
Le diverse "finestre sul passato" ripropongono il momento della nascita, i giochi, la scuola, la cucina, la camera da letto, la stanza del corredo e l'evento delle nozze. Una particolare sezione è dedicata alle due guerre mondiali con oggetti, armi e suppellettili provenienti in larga misura dalla guerra 1915-1918. La sezione dedicata ai lavori propone attrezzi e suppellettili appartenenti ai diversi laboratori artigianali (ciabattino, fabbro, falegname) e alle varie fasi della produzione agricola. Inoltre, di fronte ad ogni sezione sono collocate vetrine contenenti collezioni di oggetti relativi all'aspetto rappresentato nella scena prospiciente.
Al piano superiore è possibile ammirare l'allestimento di un'aula scolastica datata agli anni '30 e quello della biblioteca contenente libri risalenti a inizio '800. Completano il settore etnografico una vasta collezione di bambole e giocattoli di varie epoche e le vetrine che espongono aspetti di Alessandria quale città produttiva nell'arco di un secolo.

## Collezione
Il museo raccoglie oggetti inerenti alla civiltà contadina della piana circostante la città e materiale relativo a vecchie industrie locali ormai scomparse. Di recente sta riorganizzando il proprio archivio fotografico. Le foto vanno dagli antichi dagherrotipi della metà dell'Ottocento, sino a foto anni '60 ed oltre.
Il museo ha in programma una serie di pubblicazioni (una o due all'anno) la cui serialità è sottolineata da un comune titolo. "Spezzare il cerchio" e come sottotitolo "I quaderni della Gambarina" è la dizione proposta.
Direttrice e fondatrice del Museo è Elena Garneri; l'arch. Piero Teseo Sassi, in veste di coordinatore, sta organizzando un Comitato Culturale che rappresenterà il vero asse portante delle attività museali. Sarà composto di circa sedici/diciassette personaggi di spicco e di cultura nei più svariati campi.
Altra novità di rilievo, l'imminente "gemellaggio" con il torinese Museo della Scuola, della Fondazione Tancredi di Barolo. La Gambarina si proietta fuori dello stretto ambito provinciale.

## Percorsi Etnografici
I percorsi sono disponibili per gruppi scolastici e turistici previa prenotazione telefonica.
1. C'era una Volta. Le diverse "finestre del passato" ripropongono il momento della nascita, i giochi, la scuola, la cucina, la camera da letto, le stanze del corredo e l'evento delle nozze. Collegato è "il mondo del lavoro" dove sono ricostruite le principali botteghe artigiane (calzolaio, fabbro, falegname) e sono presentati gli attrezzi propri della vigna, della cantina, della stalla, dei campi e del lavoro sul fiume.
2. Alessandria, città produttiva. Un secolo di grande industria e di piccolo artigianato, a partire da un aspetto inedito, eppure ricco: la tradizione musicale in antitesi ad una stereotipata visione di "città grigia", con vari strumenti musicali d'epoca appartenenti alla ditta "Monferrato". Seguono esposizioni tematiche: la "Borsalino", le ditte "Paglieri" e "Guala", le bici "Meazzo", la ditta "Vinciguerra" e la "Baratta", tutte attività urbane che in passato, hanno dato lavoro a molti abitanti della campagna.
3. C'era una volta il territorio. È un'apertura in direzione del territorio come preesistente all'uomo ed al suo fare. Terra, polvere e roccia come materie costitutive, essenziali all'umanità nella sua storia e all'individuo nella sua personale esperienza. Importante in questo percorso è la sezione che, partendo dalle pietre da costruzione, dall'argilla e da tutti gli altri elementi utili all'edilizia della provincia, illustra le diverse modalità costruttive presenti in tutto il nostro variegato territorio. È previsto un percorso di collegamento con le miniere di Ozzano.

## Attività
Il museo organizza visite guidate, spettacoli legati ai vecchi mestieri, lezioni di alto profilo, conferenze e si presenta come il museo più visitato della Provincia di Alessandria.

## Associazione
"Amici del Museo Etnografico Gambarina" è un'associazione di volontariato senza fini di lucro costituitasi nel 1988 e regolarmente iscritta al Registro Regionale del Volontariato (dal 26/3/1993).
L'Associazione è responsabile non solo dell'apertura e della manutenzione del Museo Etnografico "C'era una Volta", ma è anche impegnata costantemente nella valorizzazione del patrimonio culturale legato alle tradizioni e al folklore popolare di Alessandria e Provincia.
I fondatori dell'associazione sono coloro i quali hanno materialmente raccolto i reperti che oggi sono ospitati all'interno del museo sito in piazza della Gambarina 1, in Alessandria. Il loro lavoro e la loro dedizione hanno portato a raccogliere e preservare oggetti e testimonianze storiche di grande valore che, dal 1967 fino a prima di trovare collocazione nell'attuale sede espositiva, erano conservati presso la Scuola Elementare di Valle San Bartolomeo.
Il fine dell'associazione non è dunque la semplice conservazione della cultura popolare, ma soprattutto una sua costante promozione e diffusione presso l'intero territorio regionale. A queste attività, che costituiscono il perno dell'azione associativa, si sono affiancate nel tempo iniziative a supporto della vita culturale alessandrina e di fenomeni di emarginazione sociale.